# 馬塞羅·埃斯蒂加里比亞
馬塞羅·埃斯蒂加里比亞（西班牙語：Marcelo Estigarribia；1987年9月21日—）是一位巴拉圭足球運動員。在場上的位置是左邊鋒。他現在效力於意大利足球甲級聯賽球隊亞特蘭大足球俱樂部。他也曾效力過桑普多利亞和尤文圖斯等球隊。